# Episodi di Buck Rogers (serie televisiva 1979) (prima stagione)
La prima stagione della serie televisiva Buck Rogers è stata trasmessa in prima visione negli Stati Uniti dal 20 settembre 1979 al 27 marzo 1980 sulla NBC.
| N° | Titolo originale              | Titolo italiano                          | Prima TV USA      | Prima TV Italia |
| -- | ----------------------------- | ---------------------------------------- | ----------------- | --------------- |
| 1  | Awakening (1)                 | Risveglio - prima parte                  | 20 settembre 1979 |                 |
| 2  | Awakening (2)                 | Risveglio - seconda parte                | 20 settembre 1979 |                 |
| 3  | Planet of the Slave Girls (1) | Il pianeta della schiava - prima parte   | 27 settembre 1979 |                 |
| 4  | Planet of the Slave Girls (2) | Il pianeta della schiava - seconda parte | 27 settembre 1979 |                 |
| 5  | Vegas in Space                | Las Vegas dello spazio                   | 4 ottobre 1979    |                 |
| 6  | The Plot to Kill a City (1)   | La congiura - prima parte                | 11 ottobre 1979   |                 |
| 7  | The Plot to Kill a City (2)   | La congiura - seconda parte              | 18 ottobre 1979   |                 |
| 8  | Return of the Fighting 69th   | Sessantanovesima squadra                 | 25 ottobre 1979   |                 |
| 9  | Unchained Woman               | Fuga da Zeta                             | 1º novembre 1979  |                 |
| 10 | Planet of the Amazon Women    | Il pianeta delle Amazzoni                | 8 novembre 1979   |                 |
| 11 | Cosmic Wiz Kid                | Uno straordinario bambino                | 15 novembre 1979  |                 |
| 12 | Escape From Wedded Bliss      | La fuga                                  | 29 novembre 1979  |                 |
| 13 | Cruise Ship to the Stars      | Miss cosmo                               | 27 dicembre 1979  |                 |
| 14 | Space Vampire                 | Il vampiro                               | 3 gennaio 1980    |                 |
| 15 | Happy Birthday, Buck          | Buon compleanno Buck                     | 10 gennaio 1980   |                 |
| 16 | A Blast for Buck              | Un enigma per Buck                       | 17 gennaio 1980   |                 |
| 17 | Ardala Returns                | Il ritorno di Ardala                     | 24 gennaio 1980   |                 |
| 18 | Twiki is Missing              | Il rapimento di Twiki                    | 31 gennaio 1980   |                 |
| 19 | Olympiad                      | Olimpiadi                                | 7 febbraio 1980   |                 |
| 20 | A Dream of Jennifer           | Il sogno di Jennifer                     | 14 febbraio 1980  |                 |
| 21 | Space Rockers                 | Gli Andromeda                            | 21 febbraio 1980  |                 |
| 22 | Buck's Duel to the Death      | Duello con la morte                      | 20 marzo 1980     |                 |
| 23 | Flight of the War Witch (1)   | La maga di guerra - prima parte          | 27 marzo 1980     |                 |
| 24 | Flight of the War Witch (2)   | La maga di guerra - seconda parte        | 27 marzo 1980     |                 |